# Claire Devers
Claire Devers (París, 20 de agosto de 1955) es una directora de cine francesa. fue nominada a los Premios César a la mejor ópera prima de 1987 por Noir et Blanc (1986).

## Filmografía
- Noir et Blanc (1986)
- Chimère (1989)
- Max et Jérémie (1992)
- Les Marins perdus (2003)
- Le pendu (TV) (2007)
- Rapace (TV) (2012)
- Pauvre Georges! (2018)

## Premios y distinciones
Festival Internacional de Cine de Cannes
| Año  | Categoría   | Película      | Resultado |
| ---- | ----------- | ------------- | --------- |
| 1986 | Caméra d'or | Noir et Blanc | Ganador   |